# Trisetaria chaudharyana
Trisetaria chaudharyana là một loài thực vật có hoa trong họ Hòa thảo. Loài này được H.Scholz miêu tả khoa học đầu tiên năm 1991.